# Никитин, Владимир Александрович (Герой Социалистического Труда)
Влади́мир Алекса́ндрович Ники́тин (7 января 1929 (или 1928), Башкирская АССР, СССР — 4 августа 1969, Татарская АССР, СССР) — тракторист колхоза «Россия» Марксовского района Саратовской области, Герой Социалистического Труда (1966).

## Биография
Родился 7 января 1929 (по другим данным в 1928) года в Башкирской АССР (ныне — Республика Башкортостан). По национальности русский.
В 1943 году с семьёй переехал в село Отроговка (ныне пгт Степное) Советского района Саратовской области и трудоустроился прицепщиком в местный колхоз «Прогресс». В 1945 году окончил 3-месячные курсы механизаторов и продолжил работать трактористом на тракторах СТЗ.
Отслужив на Северном флоте, вернулся в Отроговку и трудоустроился трактористом в колхоз «Россия» Марксовского района Саратовской области. Во время освоения целины перешёл на трактор ДТ-54 и достигал нормы выработки 150—200 процентов: в 1961 году вспахал 1501 гектар целины, в 1962 году — 1685 гектаров, в 1963 году — 1721 гектар, в 1964 году — 1814 гектаров, в 1965 году — 1910 гектаров. В 1959—1965 годах урожай зерновых в его бригаде не опускался ниже 11 центнеров с гектара и стабильно был на 1 центнер выше, чем в среднем по колхозу. За весь период работы трактористом вспахал 17 440 гектаров целинной земли.
Указом Президиума Верховного Совета СССР от 23 июня 1966 года «за успехи, достигнутые в увеличении производства и заготовок пшеницы, ржи, гречихи, риса, других зерновых и кормовых культур и высокопроизводительном использовании техники» удостоен звания Героя Социалистического Труда с вручением ордена Ленина и золотой медали «Серп и Молот».
Проживал в селе Отроговка. Умер 4 августа 1969 года во время командировки в Татарскую АССР при заготовке соломы.
6 декабря 1986 года в посёлке Степное на его родном доме была установлена мемориальная доска, а в 2012 году на Аллее славы в парке — бюст Героя. Награждён орденом Ленина (23.06.1966), медалями.